# Sân vận động Quốc gia Julio Martínez Prádanos
Sân vận động Quốc gia Julio Martínez Prádanos (tiếng Tây Ban Nha: Estadio Nacional Julio Martínez Prádanos; ban đầu được biết đến với tên Sân vận động Quốc gia) là sân vận động quốc gia của Chile, nằm ở quận Ñuñoa của thành phố Santiago. Đây là sân vận động lớn nhất ở Chile với sức chứa chính thức là 48.665 chỗ ngồi. Đây là một phần của khu liên hợp thể thao rộng 62 ha, có sân tennis, trung tâm thể thao dưới nước, phòng tập thể dục hiện đại, sân vận động, mạch BMX và đường chạy điền kinh.
Việc xây dựng bắt đầu vào tháng 2 năm 1937 và sân vận động được khánh thành vào ngày 3 tháng 12 năm 1938. Kiến trúc này dựa trên Sân vận động Olympic ở Berlin, Đức. Sân vận động là một trong những địa điểm cho Giải vô địch bóng đá thế giới 1962, và đã tổ chức trận chung kết nơi Brasil đánh bại Tiệp Khắc với tỉ số 3-1. Năm 1948, sân vận động đã tổ chức các trận đấu của Giải vô địch bóng đá Nam Mỹ, giải đấu đã truyền cảm hứng cho việc tạo ra UEFA Champions League và Copa Libertadores. Sân vận động nổi tiếng được sử dụng như một nhà tù và cơ sở tra tấn của chế độ quân đội sau cuộc đảo chính Chile.
Năm 2009, một kế hoạch hiện đại hóa hoàn chỉnh cho sân vận động và các cơ sở xung quanh đã được tiết lộ. Tổng thống Michelle Bachelet cho biết nơi đây sẽ trở thành sân vận động hiện đại nhất ở Nam Mỹ. Sân vận động sẽ diễn ra lễ khai mạc và bế mạc, điền kinh và địa điểm môn bóng đá cho Đại hội Thể thao Nam Mỹ 2014 và Đại hội Thể thao Liên châu Mỹ 2023.

## Lịch sử
Sân vận động được xây dựng trên đất nông nghiệp cũ, do người nông dân Jose Domingo Cañas quyên góp vào năm 1918. Sự kiện thể thao đầu tiên ở sân vận động mới diễn ra vào ngày 3 tháng 12 năm 1938, với trận giao hữu giữa câu lạc bộ Colo-Colo của Chile và câu lạc bộ São Cristóvão của Brasil. Colo-Colo thắng 6–3.
Sân đã tổ chức tất cả các trận đấu của Giải vô địch bóng đá Nam Mỹ 1941, 1945 và 1955, và một số trận đấu của Cúp bóng đá Nam Mỹ 1991 và 2015.
Sân vận động đã tổ chức các giai đoạn cuối cùng của Giải vô địch bóng rổ thế giới 1959. Nó được tổ chức ngoài trời vì địa điểm dự định, Sân vận động Trong nhà Metropolitan, đã không sẵn sàng kịp thời.
Vào đầu những năm 1960, dưới chính phủ Jorge Alessandri, sân vận động đã được mở rộng để tổ chức Giải vô địch bóng đá thế giới 1962. Thay đổi chính là khóa dán bao quanh sân vận động đã được thay thế bằng các phòng trưng bày, do đó tăng sức chứa ban đầu của sân lên khoảng 95.000 người.
Sân vận động đã tổ chức các trận đấu vòng bảng giữa Ý, Tây Đức, Thụy Sĩ và Chile, bao gồm cả một cuộc đụng độ bạo lực và nổi tiếng giữa Ý và Chile, được gọi là Trận Santiago. Các trận tứ kết, bán kết, trận play-off tranh hạng ba và trận chung kết cũng được tổ chức tại sân nhà, trong đó Brasil lần thứ hai đăng quang ngôi vô địch thế giới. Trong trận play-off tranh hạng ba, Chile đã đánh bại Nam Tư với tỷ số 1–0, đánh dấu thành công lớn nhất của đội bóng trên đấu trường quốc tế.
Ngày nay, sân này đóng vai trò là sân nhà cho cả đội tuyển quốc gia và câu lạc bộ hạng nhất Universidad de Chile. Sân cũng tổ chức các sự kiện phi thể thao, chẳng hạn như lễ kỷ niệm chính trị, sự kiện từ thiện và buổi hòa nhạc.
Sân vận động đã được sử dụng từ năm 1995 như là trận chung kết của Telethon với Don Francisco, một kênh truyền hình kéo dài 28 giờ. Sân vận động có sức chứa lên đến 100.000 người cho sự kiện hàng năm này với Jumbotron hiển thị số tiền cần thiết để đạt được mục tiêu và số tiền quyên góp hiện tại. Các trường hợp ngoại lệ là vào năm 2014 và 2020; lần đầu tiên đã bị hủy bỏ do điều kiện thời tiết xấu và lần thứ hai do bảo vệ sau khi bùng phát biểu tình.
Vào ngày 5 tháng 7 năm 2008, sân vận động chính thức được đổi tên thành Sân vận động Quốc gia Julio Martínez Prádanos, để vinh danh một nhà báo thể thao vừa qua đời.

### Sử dụng như một trung tâm giam giữ

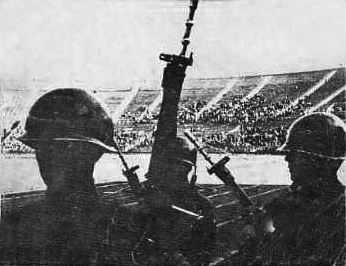
Sân vận động Quốc gia Chile sau đảo chính Chile 1973

Sau cuộc đảo chính ngày 11 tháng 9 năm 1973, Tổng thống Salvador Allende bị lật đổ, sân vận động bắt đầu được sử dụng như một cơ sở giam giữ. Một bài báo trên tạp chí Harvard Review of Latin America báo cáo rằng "chỉ riêng ở Santiago đã có hơn 80 trung tâm giam giữ" và đưa ra chi tiết về Sân vận động Quốc gia và những nơi khác.
Hơn 40.000 người đã dành thời gian trong khu liên hợp trong chế độ quân đội. Mười hai nghìn người bị bắt giam từ ngày 11 tháng 9 đến ngày 7 tháng 11. Mặt sân và phòng trưng bày được sử dụng để giam giữ nam giới, trong khi phụ nữ được giữ trong các phòng thay đồ ở bể bơi và các tòa nhà liên quan. Các phòng thay đồ và hành lang đều được sử dụng làm cơ sở giam giữ trong khi các cuộc thẩm vấn được thực hiện trong đấu trường đua xe đạp. Hội Chữ thập đỏ ước tính có 7.000 tù nhân đã chiếm đóng sân vận động tại một thời điểm, trong đó khoảng 300 người là người nước ngoài. Theo lời khai của những người sống sót mà nhóm nhân đạo thu thập được, những người bị giam giữ đã bị tra tấn và dọa giết bằng cách bắn. Một số bị bắn tại cơ sở hoặc đưa đến những địa điểm không xác định để hành quyết.
Chủ tịch FIFA Sir Stanley Rous khẳng định đội tuyển Liên Xô sẽ chơi vòng loại World Cup vào thời điểm đó. Tuy nhiên, họ đã từ chối làm như vậy và Chile tự động vượt qua vòng loại World Cup 1974, nơi họ không thể vượt qua vòng bảng trong một bảng có cả Tây và Đông Đức và Úc.
Việc sử dụng sân vận động trong cuộc đảo chính được mô tả trong bộ phim tài liệu năm 2002 Estadio Nacional, do Carmen Luz Parot đạo diễn và sản xuất, và trong bộ phim Thụy Điển năm 2007 The Black Pimpernel, dựa trên câu chuyện của đại sứ Thụy Điển tại Chile Harald Edelstam và những hành động anh hùng của ông để bảo vệ cuộc sống của hơn 1.200 người trong và sau cuộc đảo chính quân sự. The Black Pimpernel được quay tại địa điểm ở Santiago. Bộ phim Mất tích năm 1982 của nhà làm phim Hy Lạp Costa-Gavras mô tả cuộc đảo chính ngày 11 tháng 9 năm 1973 và vụ hành quyết các nhà báo Mỹ Charles Horman và Frank Teruggi tại Sân vận động Quốc gia.
Năm 2011, Chile dành một phần sân vận động, một phần khán đài cũ bằng gỗ được gọi là "Escotilla 8", để vinh danh những tù nhân bị giam giữ ở đó.

### Cải tạo 2009–2010

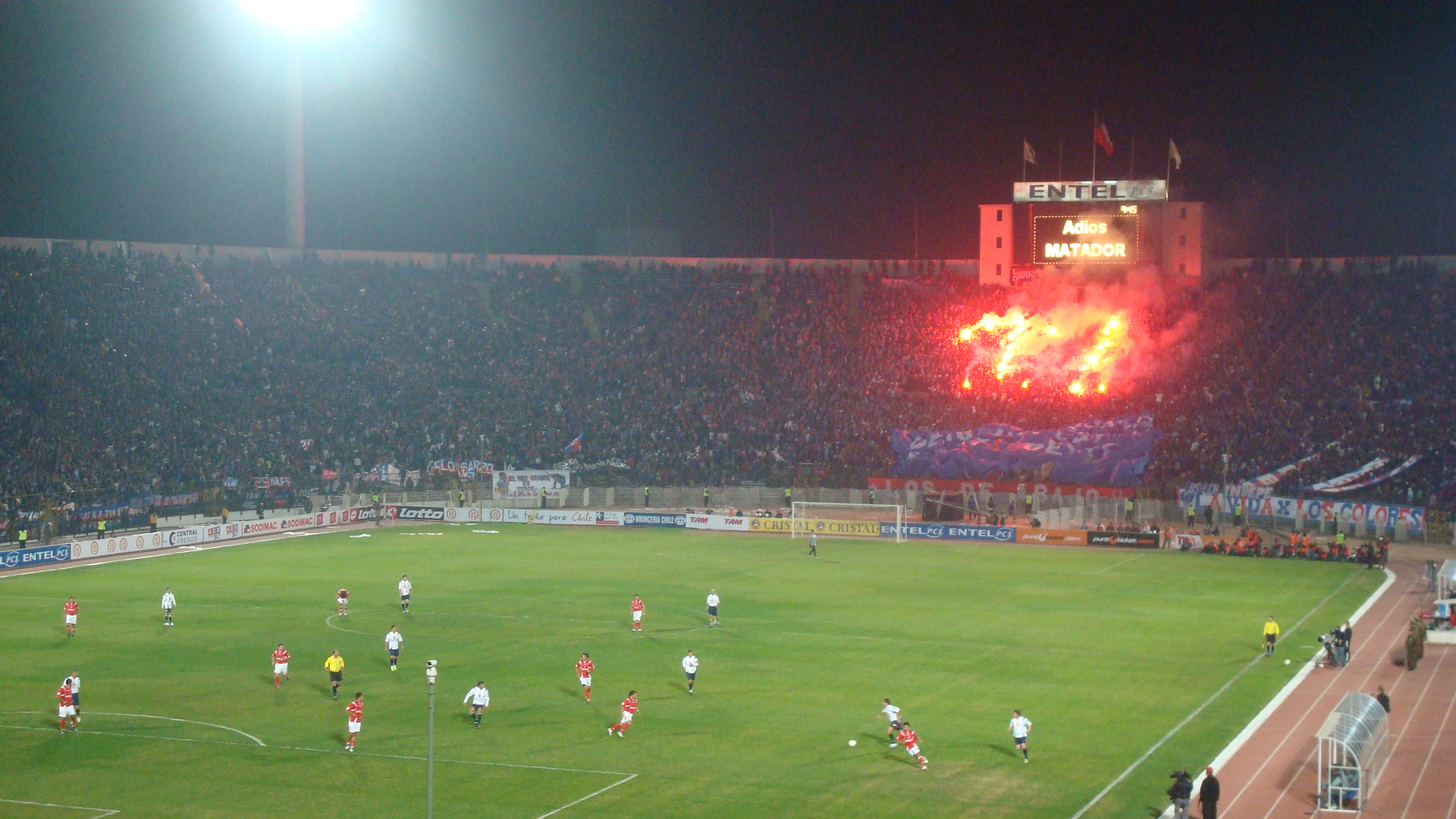
Trận đấu chia tay Marcelo Salas, 2 tháng 6 năm 2009

Vào ngày 15 tháng 6 năm 2009, Tổng thống Michelle Bachelet đã công bố một số cải tiến cơ sở hạ tầng nhằm hiện đại hóa sân vận động và các cơ sở tức thời của nó. Trong tổng số 24 tỷ peso (42,3 triệu USD) được dự tính trong kế hoạch, 20 tỷ peso (35,3 triệu USD) được dự định để đưa sân vận động đạt tiêu chuẩn hiện đại. Những thay đổi bao gồm, một mái che bao phủ tất cả các ghế, cũng sẽ cung cấp ánh sáng; lắp đặt ghế ngồi xung quanh toàn bộ sân vận động, giảm sức chứa hiện tại xuống còn 47.000 chỗ ngồi; một bảng điểm hiện đại mới; hố sâu 2,5 m rộng 2 m sẽ ngăn cách đường chạy và khán giả thay hàng rào; và một số thay đổi khác. Vì sân vận động là di tích quốc gia nên mặt tiền sẽ được giữ nguyên, với kết cấu mái được đặt lên trên, không sửa đổi bên ngoài. Sân vận động đã đóng cửa vào ngày 15 tháng 8 năm 2009. Sân vận động này dự kiến được tái mở cửa vào tháng 3 năm 2010 để tổ chức trận giao hữu đôi giữa Chile với CHDCND Triều Tiên và Panama, nhưng công trình đã không được hoàn thành đúng thời hạn. Việc xây dựng mái che kể từ đó đã bị hoãn lại bởi chính phủ của Tổng thống Sebastián Piñera do những hạn chế về tài chính do trận động đất ngày 27 tháng 2 năm 2010 gây ra. Mặc dù sân vận động bị thiệt hại nhỏ do trận động đất nhưng một phần sân đã mở cửa để tổ chức trận đấu giữa C.F. Universidad de Chile và C.D. Guadalajara cho Copa Libertadores 2010. Sân chính thức được khánh thành lại vào ngày 12 tháng 9 năm 2010, trong lễ hội hai năm một lần của Chile.

### Cải tạo cho Đại hội Thể thao Nam Mỹ 2014
Vào ngày 12 tháng 9 năm 2010, trong lễ hội hai năm một lần của Chile, Tổng thống Sebastián Piñera thông báo rằng sức chứa của sân vận động sẽ được tăng lên để đạt 70.000 chỗ ngồi cho Đại hội Thể thao Nam Mỹ 2014 diễn ra tại Santiago. Các công việc dự kiến sẽ bắt đầu vào năm 2012.
Vào ngày 3 tháng 6 năm 2011, chính phủ đã công bố các kế hoạch cải tạo tiếp theo. Toàn bộ khu vực xung quanh sân vận động sẽ được biến thành một công viên được gọi là "Công viên công dân" (Parque de la Ciudadanía). Hơn 70% của công viên mới rộng 64 ha sẽ bao gồm các khu vực cây xanh, và phần còn lại sẽ bao gồm cơ sở hạ tầng mới như đầm phá hoặc nhà hàng. Công viên mới dự kiến sẽ sẵn sàng cho các trò chơi năm 2014. Các địa điểm thể thao mới sẽ được xây dựng cho các trận đấu năm 2014, chẳng hạn như hai phòng tập thể dục hiện đại, một hồ bơi nước nóng mới dành cho bơi nghệ thuật, một sân vận động được cải tạo và một xe CAR mở rộng, cũng sẽ là trụ sở của Bộ Thể thao trong tương lai. Các địa điểm duy nhất sẽ còn lại là sân vận động, sân tennis chính, sân vận động, xe đua CAR, đường chạy điền kinh, đường trượt băng, sân khúc côn cầu và caracolas.

## Khán giả
Số lượng khán giả cao nhất cho một trận đấu tại Sân vận động Quốc gia cho đến nay là 85.268 người, đó là trận đấu thuộc giải Primera Division diễn ra vào ngày 29 tháng 12 năm 1962; Universidad de Chile đã đánh bại Universidad Catolica 4–1. Trong mùa giải 2016–17, Universidad de Chile đã thu hút số lượng khán giả trung bình trên sân nhà của giải đấu là 30.041 người cho Apertura và 33.466 người cho Clausura.

## Buổi hòa nhạc
Sân vận động tổ chức nhiều buổi hòa nhạc quốc tế, và hai quốc gia (Los Prisioneros), trong năm. Rod Stewart là nghệ sĩ quốc tế đầu tiên biểu diễn tại sân vận động. Buổi biểu diễn đã quy tụ hơn 200.000 người hâm mộ đến địa điểm và được phát sóng khắp cả nước. Sau đó, thành phố bắt đầu được đưa vào nhiều chuyến lưu diễn của các nghệ sĩ quốc tế.
Sau đây là danh sách các buổi hòa nhạc, ngày chiếu, nghệ sĩ hoặc ban nhạc, chuyến lưu diễn, các tiết mục mở màn và tham dự.

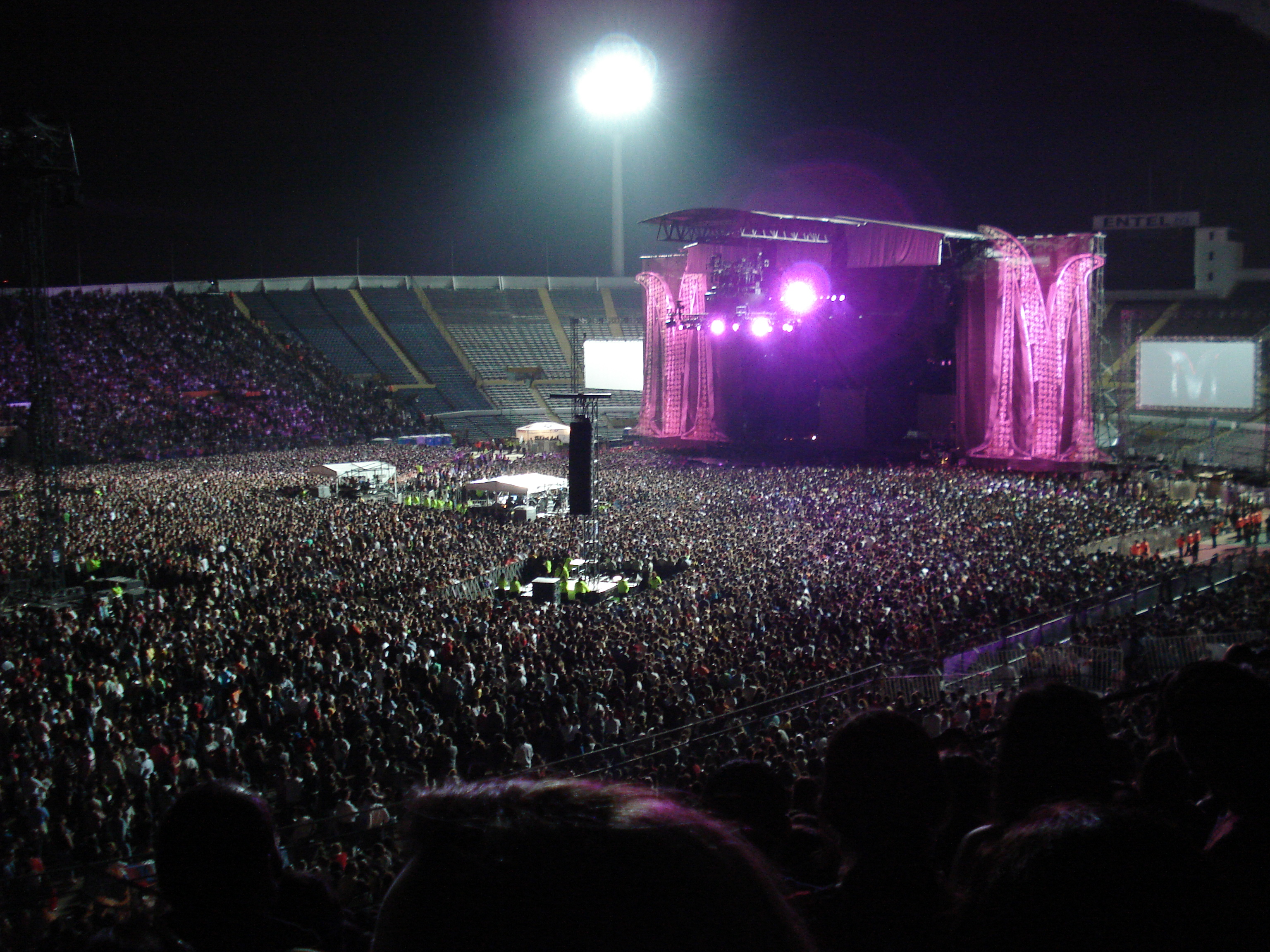
Quang cảnh sân vận động trong buổi hòa nhạc của Madonna năm 2008

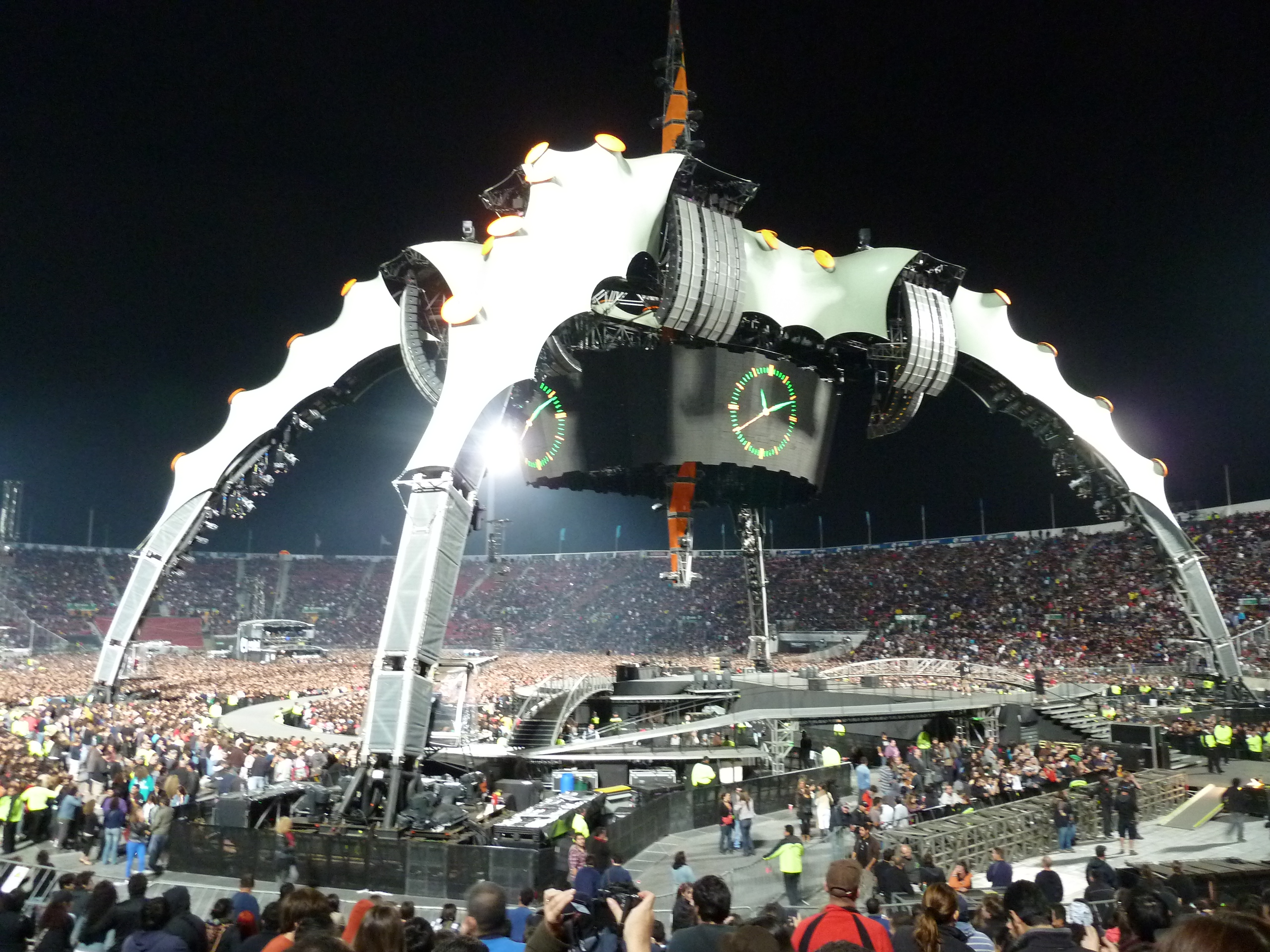
U2 360° Tour

| Ban nhạc/nghệ sĩ | Chuyến lưu diễn                      | Năm  | Ngày                    | Khán giả |
| --- | ------------------------------------ | ---- | ----------------------- | -------- |
| Rod Stewart | Out of Order Tour                    | 1989 | 7 tháng 3               | 20.201   |
| Cyndi Lauper | A Night to Remember World Tour       | 1989 | 10 tháng 11             | 45.394   |
| Bon Jovi | New Jersey Syndicate Tour            | 1990 | 6 tháng 2               | 33.186   |
| Silvio Rodríguez | Retorno a la Democracia              | 1990 | 31 tháng 3              | 80.000   |
| David Bowie (Mick Taylor) | Sound+Vision Tour                    | 1990 | 27 tháng 9              | —        |
| Eric Clapton | Journeyman World Tour                | 1990 | 29 tháng 9              | 50.000   |
| Guns N' Roses (Diva) | Use Your Illusion Tour               | 1992 | 2 tháng 12              | 85.535   |
| Metallica (SpitFire) | Nowhere Else To Roam Tour[a]         | 1993 | 4 tháng 5               | —        |
| Michael Jackson (Kris Kross, Rozalla, TLC)                                                                                                | Dangerous World Tour                 | 1993 | 23 tháng 10             | 78.500   |
| Paul McCartney (Eduardo Gatti) | The New World Tour                   | 1993 | 16 tháng 12             | 45.000   |
| Depeche Mode (Primal Scream) | Exotic Tour[a]                       | 1994 | 10 tháng 4              | 25.000   |
| The Rolling Stones (Ratones Paranoicos, Los Barracos)                                                                                     | Voodoo Lounge Tour                   | 1995 | 19 tháng 2              | 53.600   |
| Elton John | Made in England Tour                 | 1995 | 7 tháng 11              | 40.000   |
| AC/DC (Malón) | Ballbreaker World Tour[c]            | 1996 | 22 tháng 10             | —        |
| Luis Miguel | Nada Es Igual Tour                   | 1996 | 30 tháng 11             | 45.200   |
| Soda Stereo | El Último Concierto                  | 1997 | 13 tháng 9              | —        |
| David Bowie (Bush, Molotov) | Earthling Tour[b]                    | 1997 | 5 tháng 11              | —        |
| U2 (Santa Locura) | PopMart Tour                         | 1998 | 11 tháng 2              | 67.633   |
| Luis Miguel | Amarte Es Un Placer Tour             | 1999 | 20 tháng 11             | 60.000   |
| Eric Clapton (Miguel Vilanova) | Reptile World Tour                   | 2001 | 4 tháng 10              | 50.000   |
| Los Prisioneros | Estadio Nacional                     | 2001 | 30 tháng 11 1 tháng 12  | 145.000  |
| Roger Waters | In the Flesh Tour                    | 2002 | 2 tháng 3               | —        |
| Luis Miguel | Mis Romances Tour                    | 2002 | 16 tháng 11             | 45.155   |
| Shakira (Jimmy Fernández) | Tour of the Mongoose                 | 2003 | 8 tháng 3               | —        |
| La Ley | Gira Libertad                        | 2003 | 8 tháng 11              | 28.000   |
| Lenny Kravitz | Electric Church Tour: One Night Only | 2005 | 9 tháng 3               | —        |
| Luis Miguel | México En La Piel Tour               | 2005 | 15 tháng 11             | 45.680   |
| U2 (Franz Ferdinand) | Vertigo Tour                         | 2006 | 26 tháng 2              | 77.345   |
| Robbie Williams | Close Encounters Tour                | 2006 | 10 tháng 10             | —        |
| Shakira | Oral Fixation Tour                   | 2006 | 22 tháng 11             | —        |
| Roger Waters | The Dark Side of the Moon Live       | 2007 | 14 tháng 3              | —        |
| High School Musical Cast | High School Musical: The Concert[c]  | 2007 | 18 tháng 5              | 16.570   |
| Soda Stereo | Me Verás Volver                      | 2007 | 24 tháng 10 31 tháng 10 | 140.000  |
| The Police (Beck) | The Police Reunion Tour              | 2007 | 5 tháng 12              | 48.725   |
| Kylie Minogue | KylieX2008[c]                        | 2008 | 13 tháng 11             | —        |
| Madonna (Paul Oakenfold) | Sticky & Sweet Tour                  | 2008 | 10 tháng 12 11 tháng 12 | 146.242  |
| Bon Jovi (Lucybell) | The Circle Tour                      | 2010 | 1 tháng 10              | 46.983   |
| Rush | Time Machine Tour                    | 2010 | 17 tháng 10             | 36.840   |
| Shakira (Ziggy Marley, Vicentico, Train, Francisca Valenzuela)                                                                            | The Sun Comes Out World Tour         | 2011 | 11 tháng 3              | 40.000   |
| U2 (Muse) | U2 360° Tour                         | 2011 | 25 tháng 3              | 82.596   |
| Iron Maiden (Exodus) | The Final Frontier World Tour        | 2011 | 10 tháng 4              | 43.780   |
| Miley Cyrus | Gypsy Heart Tour                     | 2011 | 4 tháng 5               | 42.805   |
| Paul McCartney | Up and Coming Tour                   | 2011 | 11 tháng 5              | 52.000   |
| Justin Bieber (Cobra Starship) | My World Tour                        | 2011 | 15 tháng 10             | 41.457   |
| Britney Spears (Howie Dorough) | Femme Fatale Tour                    | 2011 | 22 tháng 11             | —        |
| Roger Waters | The Wall Live                        | 2012 | 2 tháng 3 3 tháng 3     | 93.926   |
| Lady Gaga (The Darkness, Lady Starlight)                                                                                                  | The Born This Way Ball Tour          | 2012 | 20 tháng 11             | 42.416   |
| Madonna (Laidback Luke) | The MDNA Tour                        | 2012 | 19 tháng 12             | 47.625   |
| The Cure (Amöniäco, Prehistöricos) | LatAm2013 Tour                       | 2013 | 14 tháng 4              | 50.000   |
| Iron Maiden (Slayer, Ghost) | Maiden England World Tour            | 2013 | 2 tháng 10              | 57.217   |
| Justin Bieber (Carly Rae Jepsen, Owl City)                                                                                                | Believe Tour                         | 2013 | 12 tháng 11             | 47.969   |
| One Direction (Abraham Mateo) | Where We Are Tour                    | 2014 | 30 tháng 4 1 tháng 5    | 87,324   |
| Foo Fighters (Kaiser Chiefs) | Sonic Highways World Tour[c]         | 2015 | 15 tháng 1              | 20.939   |
| Rihanna | Latin America Tour                   | 2015 | 29 tháng 9              | 50.200   |
| Katy Perry (Tinashe) | The Prismatic World Tour[c]          | 2015 | 6 tháng 10              | 23.438   |
| Pearl Jam | 2015 Latin America Tour              | 2015 | 4 tháng 11              | 60.000   |
| David Gilmour | Rattle That Lock Tour                | 2015 | 20 tháng 12             | 46.509   |
| The Rolling Stones (Los Tres) | América Latina Olé Tour 2016         | 2016 | 3 tháng 2               | 62.412   |
| Iron Maiden (Anthrax, The Raven Age) | The Book of Souls World Tour         | 2016 | 11 tháng 3              | 54.911   |
| Coldplay (María Colores, Lianne La Havas)                                                                                                 | A Head Full of Dreams Tour           | 2016 | 3 tháng 4               | 60.787   |
| Guns N' Roses (Wild Parade) | Not in This Lifetime... Tour         | 2016 | 29 tháng 10             | 62.375   |
| Black Sabbath (Rival Sons) | The End Tour                         | 2016 | 19 tháng 11             | 60.121   |
| Various Artists | Cumbre del Rock Chileno              | 2017 | 7 tháng 1               | —        |
| Justin Bieber | Purpose World Tour                   | 2017 | 23 tháng 3              | 43.000   |
| U2 (Noel Gallagher's High Flying Birds)                                                                                                   | The Joshua Tree Tour 2017            | 2017 | 14 tháng 10             | 58.422   |
| Bruno Mars (DNCE) | 24K Magic World Tour                 | 2017 | 28 tháng 11             | 60.648   |
| Plácido Domingo (Mon Laferte) | Chile en mi Corazón                  | 2018 | 14 January              | 43,000   |
| Katy Perry (Schuster) | Witness: The Tour[c]                 | 2018 | 8 tháng 3               | 20.000   |
| Phil Collins (The Pretenders) | Not Dead Yet Tour                    | 2018 | 15 tháng 3              | 50.000   |
| Depeche Mode (Matías Aguayo & The Desdemonas)                                                                                             | Global Spirit Tour                   | 2018 | 21 tháng 3              | 60.000   |
| Radiohead (Flying Lotus, Junun, Föllakzoid)                                                                                               | SUE Festival                         | 2018 | 11 tháng 4              | 50.000   |
| Monsta X | The Connect World Tour[d]            | 2018 | 10 tháng 8              | —        |
| Ricardo Arjona | Circo Soledad[c]                     | 2018 | 28 tháng 9              | 50.000   |
| Shakira (Francisca Valenzuela) | El Dorado World Tour                 | 2018 | 30 tháng 10             | 50.000   |
| Roger Waters | Us + Them Tour                       | 2018 | 14 tháng 11             | 52.624   |
| Boa, Super Junior, Shinee (Key, Tae-min), Girls' Generation (Yu-ri, Hyo-yeon) F(x) (Amber Liu), Red Velvet, NCT (NCT 127, NCT Dream), EXO | SM Town                              | 2019 | 18 tháng 1 19 tháng 1   | +40.000  |
| Paul McCartney | Freshen Up Tour                      | 2019 | 20 tháng 3              | 49.900   |
| Muse (Kaiser Chiefs) | Simulation Theory World Tour[c]      | 2019 | 13 tháng 10             | 20.000   |
| Iron Maiden (The Raven Age) | Legacy of the Beast World Tour       | 2019 | 15 tháng 10             | 55.000   |
| Metallica (Greta Van Fleet, Yajaira) | WorldWired Tour                      | 2020 | 7 tháng 12              |          |

Ghi chú
- ^[a]  – Buổi biểu diễn này đã diễn ra trên Velódromo Nacional liền kề.
- ^[b]  – Buổi biểu diễn này đã diễn ra trên Tòa Trung tâm liền kề.
- ^[c]  – Buổi biểu diễn này diễn ra trên Pista Atlética liền kề.
- ^[d]  – Buổi biểu diễn này diễn ra trên Recinto Polideportivo liền kề.
- Buổi biểu diễn của Silvio Rodríguez năm 1990 đã được thu âm và phát hành trên một đĩa CD đôi, với tên Silvio Rodríguez en Chile.
- Buổi hòa nhạc của Michael Jackson vào ngày 23 tháng 10 năm 1993, điểm dừng trong chuyến lưu diễn Dangerous World Tour của anh, đã thu hút được 80.000 khán giả. Anh cũng được ấn định để biểu diễn vào ngày 21 tháng 10 nhưng chương trình đã bị hủy bỏ vì vấn đề sức khỏe.
- Cả hai buổi biểu diễn của Los Prisioneros năm 2001 đều được phát hành trên băng cassette và CD với tên Estadio Nacional, trên VHS và DVD với tên Lo Estamos Pasando Muy Bien.
- Trong The Final Frontier World Tour, Iron Maiden đã biểu diễn trước hơn 60.000 khán giả tại sân vận động vào ngày 10 tháng 4 năm 2011.[16] Chương trình đã được ghi lại và phát hành trên CD, LP, DVD và Blu-ray với tên En Vivo! vào tháng 3 năm 2012.[17]

## Sức chứa
Sân vận động được xây dựng với sức chứa ban đầu là 48.000 khán giả vào năm 1937. Vào thời điểm đó, một số người coi đó là "con voi trắng" vì người ta cho rằng nó không bao giờ có thể lấp đầy. Thuật ngữ này cũng ám chỉ đến các cáo buộc tham nhũng chống lại chính quyền của Arturo Alessandri, giám sát việc xây dựng tốn kém của sân vận động.
Đối với Giải vô địch bóng đá thế giới 1962, sức chứa đã tăng lên 74.000 chỗ ngồi với các khu vực tràn cho phép chứa tổng cộng hơn 80.000 người, bằng cách loại bỏ đường đua xe đạp đã được chuyển đến một vị trí khác. Trong những năm qua, sức chứa chỗ ngồi đã giảm để giữ lối thoát hiểm và ngăn ngừa tai nạn.
Đối với Giải vô địch điền kinh trẻ thế giới 2000, việc lắp đặt ghế riêng là cần thiết, giúp giảm sức chứa xuống còn 66.000 khán giả. Yêu cầu này đảm bảo rằng sân vận động không thể vượt quá khả năng, như đã thấy trong chuyến viếng thăm của Giáo hoàng Gioan Phaolô II năm 1987 (được cho là có hơn 90.000 người tham dự, mặc dù không thể đo lường chính xác vì tham dự là miễn phí, không có sự kiểm soát) hoặc đóng cửa Telethon. Sức chứa chính thức của sân vận động tính đến năm 2014 là 48.665 chỗ ngồi.